# Towner (North Dakota)
Towner er en amerikansk by og administrativt centrum for det amerikanske county McHenry County i staten North Dakota. I 2000 havde byen et indbyggertal på 574. I 2010 havde byen et indbyggertal på 533.

## Ekstern henvisning
- Towners hjemmeside Arkiveret 31. august 2009 hos  Wayback Machine (engelsk)

48°20′43″N 100°24′22″V / 48.3453°N 100.4061°V